# Stanisław Dobrzański (wojskowy)

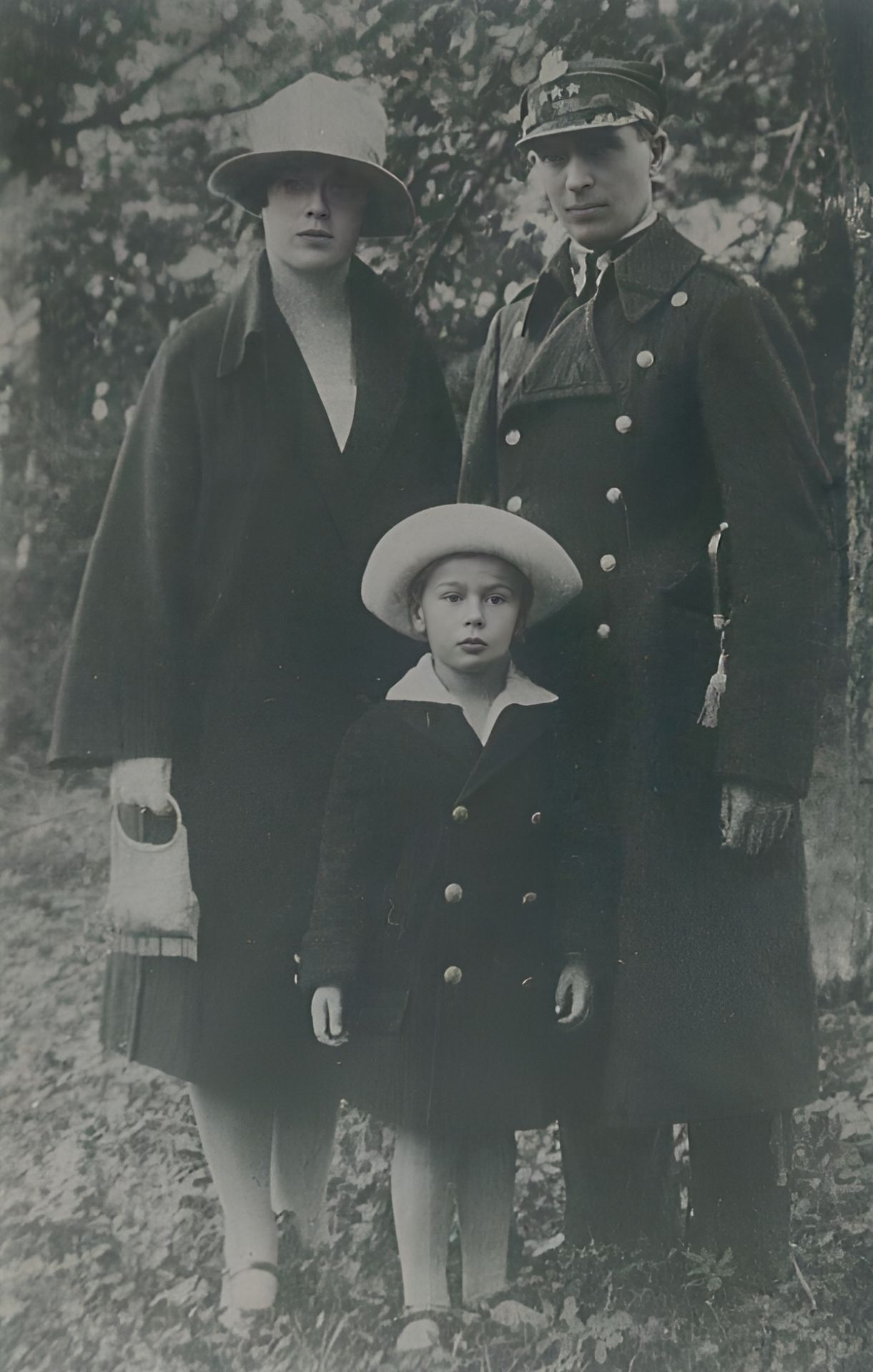
Kapitan Stanisław Dobrzański z żoną Marią Hilke i córką Marią.

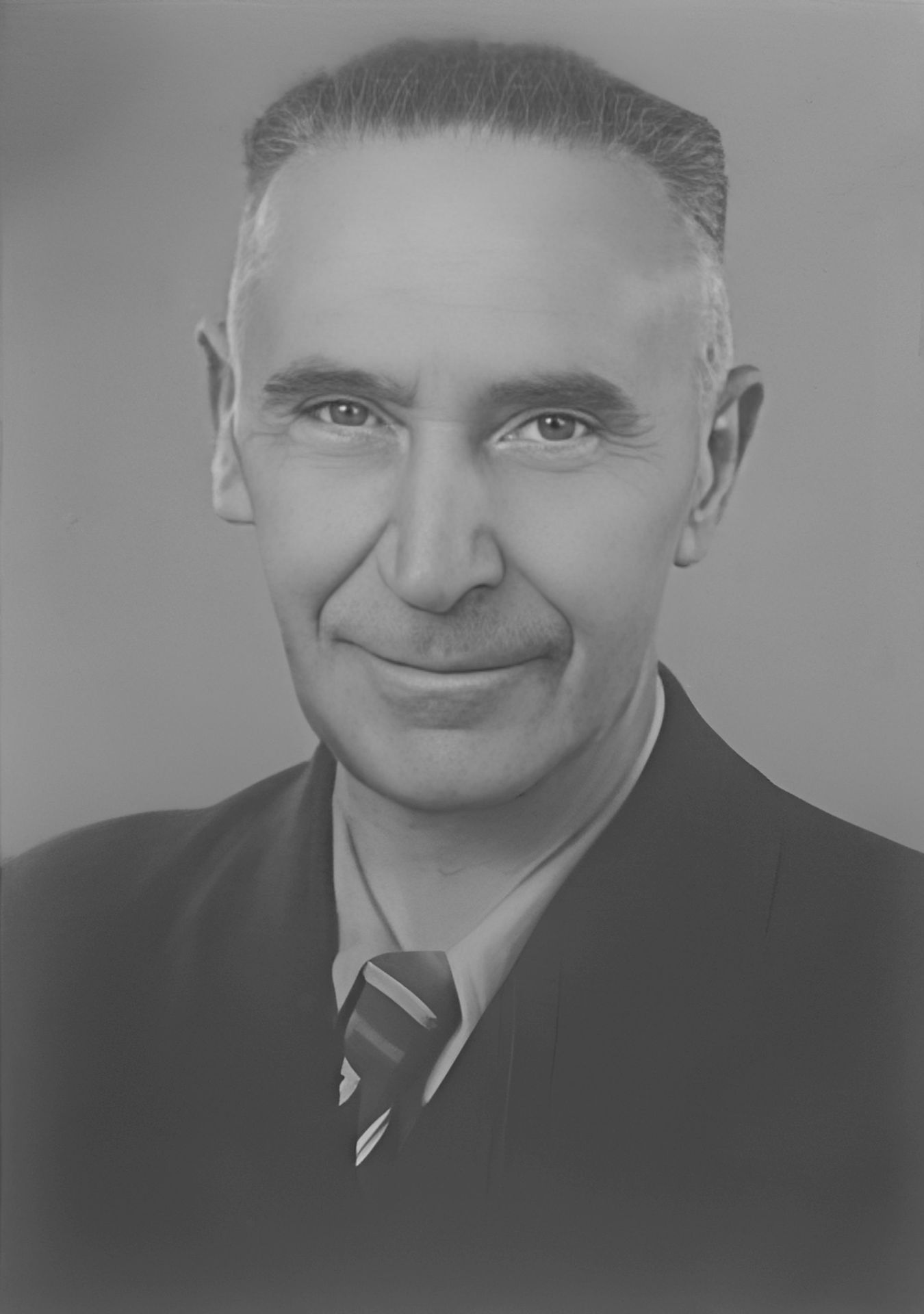
Stanisław Dobrzański w okresie powojennym.

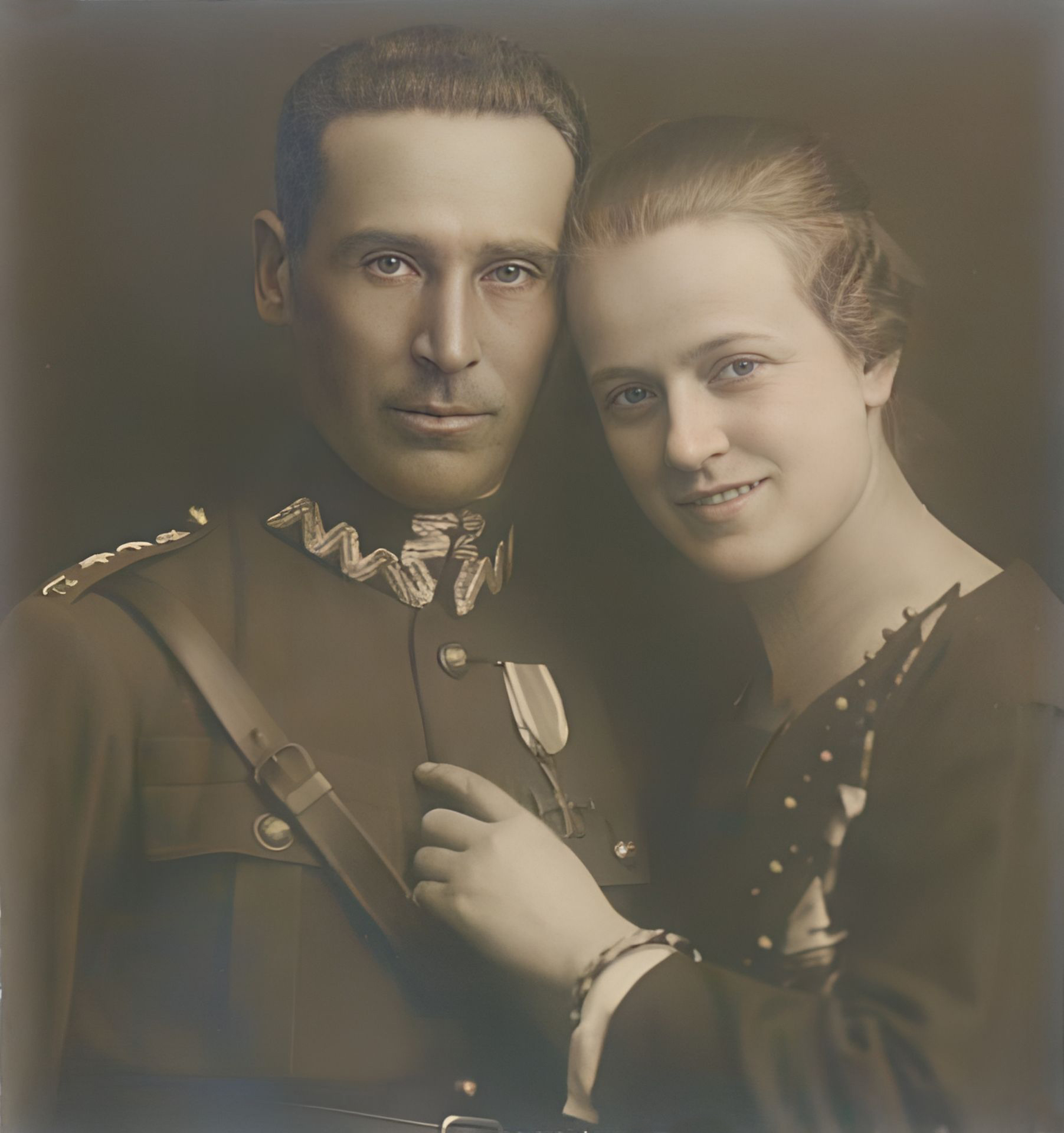
Kapitan Stanisław Dobrzański z żoną Marią Hilke.

Stanisław Stefan Dobrzański (ur. 27 lipca 1891 w Morawskiej Ostrawie, zm. 20 lipca 1950 w Cieszynie) – kapitan administracji Wojska Polskiego, kawaler Krzyża Walecznych.

## Życiorys
Urodził się 27 lipca 1891 w Morawskiej Ostrawie, w rodzinie Franciszka, podurzędnika pocztowego, i Emilii. W 1908, po ukończeniu czterech klas w c. k. Gimnazjum im. Rudolfa w Brodach, wstąpił do Szkoły Kadetów Piechoty we Lwowie. 18 sierpnia 1912 został mianowany chorążym ze starszeństwem z 1 września 1912 i wcielony do Galicyjskiego Pułku Piechoty Nr 56 w Krakowie. W szeregach tego oddziału wziął udział w mobilizacji sił zbrojnych Monarchii Austro-Węgierskiej, wprowadzonej w związku z wojną na Bałkanach.
Od 1 sierpnia do 20 października 1914 dowodził jednym z plutonów Galicyjskiego Pułku Piechoty Nr 40 z Rzeszowa. Awansowany na stopień podporucznika ze starszeństwem z 5 sierpnia 1914 w korpusie oficerów piechoty. Do 20 listopada tr. jako chory przebywał w szpitalu, po czym do 20 grudnia 1914 zajmował stanowisko instruktora w Batalionie Zapasowym Galicyjskiego Pułku Piechoty Nr 40. Następnie w polu jako adiutant batalionu i dowódca plutonu w 15. kompanii c. i k. 40 Pułku Piechoty - walczył z Rosjanami w Karpatach. 27 stycznia 1915 dostał się do rosyjskiej niewoli, w której przetrzymywany był do 28 czerwca 1918 w Nikołajewsku (w ówczesnej guberni samarskiej). Po powrocie z niewoli, od 29 czerwca do 25 sierpnia 1918, przebywał na kursie karabinów maszynowych w czeskich Milovicach. Po powrocie z kursu przydzielony do Batalionu Zapasowego c. i k. 40 pp na stanowisko dowódcy kompanii karabinów maszynowych, które zajmował do 29 września 1918. Do 30 października tr. na urlopie, w dniu 31 października 1918 zakończył swą służbę w cesarskiej i królewskiej Armii. 
5 listopada 1918 został w Krakowie przyjęty do Wojska Polskiego jako oficer byłej armii austro-węgierskiej. Początkowo pełnił służbę w krakowskim Batalionie Akademickim, następnie w Legii Oficerskiej przy Dowództwie Okręgu Generalnego w Krakowie. Od 23 stycznia 1919 dowódca kompanii w I Batalionie Powiatowym „Bielsko” z Cieszyna. Od 1 czerwca do 1 sierpnia tr. na stanowisku dowódcy Baonu Powiatowego „Bielsko” (w grupie płk. Franciszka Latinika). Do końca października 1919 dowódca powiatu etapowego we Frysztacie (w okręgu etapowym gen. Juliusza Bijaka). W okresie od 1 listopada 1919 do 25 maja 1920 dowodził kompanią w 3/V Batalionie Wartowniczym z Bielska, a następnie (do 10 lipca 1920) kompanią zapasową 12 pułku piechoty w Wadowicach. Do 5 sierpnia tr. zastępca dowódcy Batalionu Zapasowego 12 pp, po czym (do końca listopada 1920) w polu na stanowisku dowódcy 5. kompanii 12 pułku piechoty (w składzie 6 Dywizji Piechoty). Od 1 grudnia 1920 do 23 kwietnia 1921 słuchacz kursu dowódców kompanii w rembertowskiej Szkole Aplikacyjnej Oficerów Piechoty (kurs ten ukończył z postępem zadowalającym i 37. lokatą). 
Do jesieni 1928 pełnił służbę w 12 pułku piechoty z Wadowic. 3 maja 1922 został zweryfikowany w stopniu kapitana ze starszeństwem od 1 czerwca 1919 i 1038. lokatą w korpusie oficerów piechoty. Od 1 grudnia 1922 do 15 stycznia 1923 przebywał w Krakowie na kursie metodyczno-oświatowym dla młodszych oficerów, zorganizowanym przez Dowództwo Okręgu Korpusu Nr V (kurs ten ukończył z wynikiem celującym). Od 7 stycznia do 2 maja 1925 słuchacz Kursu Doszkolenia Młodszych Oficerów Piechoty w Chełmnie. W toku służby w wadowickim pułku dowodził między innymi 6., 2. i 3. kompaniami strzeleckimi oraz piastował stanowisko zastępcy dowódcy I batalionu. 1 sierpnia 1924 odnotowany na stanowisku dowódcy 3. kompanii 12 pp.
2 września 1928 został przeniesiony do Batalionu Podchorążych Rezerwy Piechoty Nr 2 w Tomaszowie Lubelskim, w którym objął stanowisko dowódcy kompanii. 5 kwietnia 1931 rozpoczął służbę w 14 pułku piechoty z Włocławka piastując funkcję dowódcy kompanii administracyjnej. Z dniem 10 października 1931 przeniesiony do Powiatowej Komendy Uzupełnień w Święcianach na stanowisko kierownika II referatu. W 1937, w tym samym stopniu i starszeństwie, przeniesiony z korpusu oficerów piechoty do korpusu oficerów administracji. Od 14 stycznia 1939 pełnił służbę w Komendzie Rejonu Uzupełnień w Będzinie - na stanowisku kierownika I referatu ewidencji. Na dzień 23 marca 1939 zajmował 47. lokatę pośród kapitanów administracji piechoty ze starszeństwem od dnia 1 czerwca 1919.
3 września ewakuował się ze swoją jednostką z Będzina, a 18 września 1939 przekroczył granicę państwową i został internowany na terytorium Królestwa Rumunii. 8 lutego 1941 trafił do niewoli niemieckiej, w której początkowo przebywał w oflagu VI E Dorsten. 17 września 1942 przeniesiony do Oflagu VI B Dössel. Po wyzwoleniu wstąpił do Polskich Oddziałów Wartowniczych w amerykańskiej strefie okupacyjnej Niemiec. 15 sierpnia 1947 wrócił do kraju jako kierownik transportu repatriacyjnego. Zamieszkał u rodziny żony w Cieszynie, a 10 września tegoż roku został zarejestrowany w Rejonowej Komendzie Uzupełnień Cieszyn.
Zmarł 20 lipca 1950 w Cieszynie i spoczywa wraz z żoną Marią na tamtejszym cmentarzu komunalnym (sektor VI, rząd 23, miejsce 14).
Był żonaty z Marią Anną z domu Hilke (ur. 1 października 1898 w Cieszynie, zm. 7 maja 1983 w Rybniku). Z ich związku narodził się syn Witold Herman (ur. 7 października 1923 w Wadowicach, zm. 23 lutego 1986 w Toledo - stan Ohio w USA) oraz córka Maria Gerta (ur. 23 lutego 1931 w Poznaniu, zm. 5 lutego 2017 w Cieszynie). 

## Ordery i odznaczenia
polskie
- Krzyż Walecznych dwukrotnie[32][33][34]
- Srebrny Krzyż Zasługi (29 października 1938 - za zasługi w służbie wojskowej)[25]
- Medal Pamiątkowy za Wojnę 1918–1921[35]
- Medal Dziesięciolecia Odzyskanej Niepodległości[35]
- Srebrny Medal za Długoletnią Służbę (1 grudnia 1938)[35]
- Brązowy Medal za Długoletnią Służbę[35]

austro-węgierskie
- Brązowy Medal Zasługi Wojskowej z mieczami na wstążce Krzyża Zasługi Wojskowej[12]
- Krzyż Pamiątkowy Mobilizacji 1912–1913[36]